# رایان وایتینگ
رایان وایتینگ (انگلیسی: Ryan Whiting؛ زادهٔ ۲۴ نوامبر ۱۹۸۶) پرتاب‌گر وزنه اهل ایالات متحده آمریکا است.
وی در مسابقات کشوری و بین‌المللی در مجموع برندهٔ ۴ مدال طلا شده‌است.